# Placidochromis electra
Placidochromis electra är en fiskart som först beskrevs av Burgess, 1979.  Placidochromis electra ingår i släktet Placidochromis och familjen Cichlidae. IUCN kategoriserar arten globalt som livskraftig. Inga underarter finns listade i Catalogue of Life.